# Diaspora ukrainienne en Pologne
La diaspora ukrainienne de Pologne regroupe les Ukrainiens vivant en Pologne. Ceux-ci ont différents statuts juridiques : minorité ethnique, résidents temporaires et permanents, et réfugiés. Selon le recensement polonais de 2011, la minorité ukrainienne en Pologne était composée d'environ 51 000 personnes (dont 11 451 sans nationalité polonaise). Quelque 38 000 personnes interrogées se disaient alors ukrainiennes ; 13 000 mentionnaient l'identité ukrainienne comme leur deuxième identité ; et 21 000 déclaraient conjointement une identité ukrainienne et une nationalité polonaise. Cependant, ces chiffres ont considérablement changé depuis le milieu des années 2010, avec un afflux important d'immigrés économiques et d'étudiants ukrainiens vers la Pologne, certains estimant leur nombre total à deux millions de personnes,. Leur statut a été réglementé conformément aux politiques polonaises et de l'Union européenne (UE) en matière de permis de travail temporaire, de permis de séjour temporaire et de permis de séjour permanent. Le nombre d'Ukrainiens en Pologne a encore augmenté après l'invasion russe de l'Ukraine en février 2022. Au 16 août 2022, plus de 11,2 millions de réfugiés ukrainiens avaient quitté leur pays, dont plus de 5,4 millions s'étaient dirigés vers la Pologne voisine.

## Histoire

### Depuis la Seconde Guerre mondiale
Il existait une forte population ukrainienne au sein de la Deuxième République de Pologne. Ceux-ci se retrouvèrent majoritairement en territoire soviétique après l'annexion par l'Union soviétique des Confins orientaux de la Pologne. À la fin de la guerre, certaines populations ukrainiennes demeuraient malgré tout présentes au sein des nouvelles frontières de la Pologne. La République populaire de Pologne décida alors de les relocaliser à l'intérieur du pays. L'Armée populaire de Pologne et le ministère de la Sécurité publique les transférèrent de force dans le Nord et l'Ouest du territoire lors de l'opération Vistule, les installant dans les anciens territoires recouvrés cédés à la Pologne lors de la conférence de Téhéran de 1943, ce afin de les repeupler après le départ des populations allemandes. Ces-derniers se polonisèrent assez vite.
Au total, 27 172 personnes ont déclaré la nationalité ukrainienne lors du recensement polonais de 2002. La plupart d'entre eux vivaient dans la voïvodie de Varmie-Mazurie (11 881), suivie par les voïvodies de Poméranie-Occidentale (3 703), des Basses-Carpates (2 984) et de Poméranie (2 831). Certains se considéraient comme membres de la nation ukrainienne, tandis que d'autres se distanciaient des Ukrainiens.

### Migration économique
Depuis 1989, après l'effondrement de l'Union soviétique, la Pologne connait une nouvelle vague d'immigration ukrainienne, composée principalement de demandeurs d'emploi, de commerçants et de vendeurs, concentrés dans les grandes villes dotées de marchés établis. Après l'adhésion de la Pologne à l'Union européenne en 2004, et afin de répondre aux exigences de l'espace Schengen, le gouvernement de Varsovie a été contraint de rendre plus difficile l'immigration vers la Pologne pour les personnes originaires de Biélorussie, de Russie et d'Ukraine. Néanmoins, les Ukrainiens reçoivent systématiquement le plus grand nombre de permis d'établissement et de permis de séjour temporaire en Pologne. Grâce au partenariat oriental, la Pologne et l'Ukraine ont conclu un nouvel accord remplaçant les visas par des permis simplifiés pour les Ukrainiens résidant dans un rayon de 30 kilomètres de la frontière. Jusqu'à 1,5 million de personnes bénéficieraient de cet accord entré en vigueur le 1er juillet 2009. En 2017, l'obligation de visa a finalement été supprimée pour les courts séjours allant jusqu'à 90 jours.
Depuis 2014, davantage d'Ukrainiens originaires de l'Est de l'Ukraine, davantage d'hommes et davantage d'Ukrainiens plus jeunes travaillent en Pologne.
L'écrasante majorité des demandes de séjour temporaire sont acceptées. En conséquence, les Ukrainiens représentaient 25 % de l'ensemble de la population immigrée de Pologne en 2015.
En janvier 2016, l'ambassade d'Ukraine à Varsovie a informé que le nombre de résidents ukrainiens en Pologne s'élevait à un demi-million, et probablement autour d'un million au total. L'ambassadeur d'Ukraine en Pologne, Andriy Dechtchytsia, a souligné que les professionnels ukrainiens jouissent d'une bonne réputation en Pologne et que, malgré leur nombre croissant, les relations polono-ukrainiennes restent très bonnes.
Selon la Banque nationale de Pologne, 1,2 million de citoyens ukrainiens travaillaient légalement en Pologne en 2016. 1,7 million d'inscriptions pour un travail de courte durée leur avaient été délivrées en 2017 (soit une multiplication par huit par rapport au niveau de 2013). Les travailleurs ukrainiens restent en Pologne en moyenne trois à quatre mois.
Le nombre de permis de séjour permanents est passé de 5 375 en 2010 à 33 624 en 2018, tandis que le nombre de permis de séjour temporaires est passé de 7 415 à 132 099 au cours de la même période.
Environ 102 000 citoyens ukrainiens ont reçu la Karta Polaka, document attestant leur appartenance à la nation polonaise, et environ 15 500 d'entre eux ont obtenu un permis de séjour permanent entre 2014 et mars 2018.

### Réfugiés
À la suite de l'intervention militaire russe en Ukraine en 2014-2015, la situation a radicalement changé. La Pologne a commencé à accueillir un grand nombre de réfugiés de la guerre russo-ukrainienne dans le cadre du programme de l'UE en faveur des réfugiés. La politique de partenariat stratégique entre Kiev et Varsovie a été étendue à la coopération militaire et technique,, mais la tâche la plus immédiate, selon le secrétaire d'État polonais Krzysztof Szczerski, était la réforme constitutionnelle de l'Ukraine conduisant à une large décentralisation du pouvoir. Le nombre de demandes de statut de réfugié a été multiplié par 50 après le début de la guerre dans le Donbass, en 2014. À l'époque, la plupart des demandeurs n'étaient pas éligibles pour demander l'asile en Pologne, car l'Ukraine, en tant que pays souverain doté d'un gouvernement démocratique, restait pleinement responsable envers ses citoyens. Alors que le conflit est resté gelé jusqu'en 2022, des visas de résident en Pologne étaient disponibles pour d'autres catégories d'immigration. Après l'invasion russe de l'Ukraine en 2022, les réfugiés nouvellement arrivés peuvent demander l'asile dans le cadre de la procédure d'asile standard de l'UE ou bénéficier d'une protection temporaire d'urgence.
En 2022, la Pologne a accueilli près de 1,5 million de réfugiés ukrainiens. La migration a entraîné une augmentation de 50 % de la population de Rzeszów, la plus grande ville du sud-est de la Pologne. La population de Varsovie a augmenté de 15 %, celle de Cracovie de 23 %, et celle de Gdańsk de 34 %,,. Les réfugiés ukrainiens ont le droit légal de résider et de travailler dans toute l'Union européenne. Ils ont également droit aux mêmes avantages que les Polonais, notamment une assurance maladie, une éducation publique gratuite et une allocation familiale,,. Avant la guerre, la présence des Ukrainiens sur le marché du travail polonais était importante. On a supposé qu'employer plusieurs centaines de milliers de personnes supplémentaires ne devrait pas poser de problème.
L'afflux récent est principalement constitué de femmes avec enfants, alors qu'avant la guerre, les Ukrainiens en Pologne étaient principalement employés dans des métiers à prédominance masculine. Il peut donc y avoir des disparités entre les talents disponibles et les exigences du marché du travail. Cela nécessitera un très haut niveau de possibilités de formation et de recyclage adaptées au profil professionnel ukrainien. Des mesures supplémentaires seront nécessaires pour prévenir les menaces telles que l'exploitation sur le lieu de travail, les abus et le harcèlement sexuel, qui sont prévisibles compte tenu de l'ampleur du phénomène et du pouvoir de négociation limité des réfugiés de guerre.
À court terme, en raison du caractère unique de la situation, les tensions peuvent être facilement évitées, mais elles devraient apparaître à moyen et long terme. En particulier, les personnes utilisant les services publics risquent de connaître une détérioration de leur niveau de vie en raison de la présence de réfugiés de guerre qui auront également droit à une aide de l'État. Une situation similaire pourrait également se produire sur le marché du travail, avec de possibles effets négatifs, notamment à l'échelle locale. Ces risques doivent être identifiés, surveillés et traités au moyen de politiques publiques bien adaptées, notamment de campagnes de communication.
Moins d'un mois après l'invasion, le gouvernement polonais a créé le Fonds d'aide, géré par la Banque Gospodarstwa Krajowego, qui finance tous les actions et programmes visant à aider et à intégrer les réfugiés ukrainiens,,.

## Répartition geographique
| Région métropolitaine            | Ville principale | Population totale | Nombre d'Ukrainiens dans la région métropolitaine | Pourcentage d'Ukrainiens dans la région métropolitaine | Pourcentage d'Ukrainiens dans la ville principale |
| -------------------------------- | ---------------- | ----------------- | ------------------------------------------------- | ------------------------------------------------------ | ------------------------------------------------- |
| Agglomération de Varsovie (pl)   | Varsovie         | 3 254 474         | 469 628                                           | 14                                                     | 13                                                |
| Région urbaine de Katowice       | Katowice         | 2 151 302         | 302 963                                           | 14                                                     | 25                                                |
| Agglomération de Wrocław         | Wrocław          | 1 308 100         | 302 467                                           | 23                                                     | 23                                                |
| Agglomération de Cracovie        | Cracovie         | 1 569 260         | 229 938                                           | 15                                                     | 19                                                |
| Tricité                          | Gdańsk           | 1 393 981         | 223 952                                           | 16                                                     | 25                                                |
| Agglomération de Rzeszów         | Rzeszów          | 646 792           | 152 203                                           | 24                                                     | 35                                                |
| Agglomération de Łódź            | Łódź             | 1 052 221         | 114 162                                           | 11                                                     | 11                                                |
| Agglomération de Poznań          | Poznań           | 1 254 741         | 101 481                                           | 8                                                      | 14                                                |
| Agglomération de Lublin          | Lublin           | 705 352           | 87 048                                            | 12                                                     | 17                                                |
| Agglomération de Szczecin        | Szczecin         | 897 538           | 84 489                                            | 9                                                      | 13                                                |
| Agglomération de Bydgoszcz-Toruń | Bydgoszcz        | 766 108           | 80 447                                            | 11                                                     | 11                                                |
| Agglomération de Białystok       | Białystok        | 511 213           | 62 445                                            | 12                                                     | 11                                                |

## Vie culturelle
Du temps de la République populaire de Pologne, la Société sociale et culturelle ukrainienne (USKT) était le seul organe légal des Ukrainiens en Pologne. Depuis 1990, il existe de nombreuses autres associations culturelles pour les Ukrainiens de Pologne. Il existe également un certain nombre de titres de presse écrite pour les Ukrainiens de Pologne, ainsi que de nombreux festivals et événements culturels.

## Voir également
- Relations entre la Pologne et l'Ukraine
- Minorité polonaise en Ukraine
- Démographie de la Pologne

## Lectures complémentaires
- Dyboski, « Poland and the Problem of National Minorities », Journal of the British Institute of International Affairs, vol. 2, no 5,‎ septembre 1923, p. 179–200 (DOI 10.2307/3014543, JSTOR 3014543, lire en ligne)
- Mniejszość ukraińska i migranci z Ukrainy w Polsce, Związek Ukraińców w Polsce, 2019
- Marcin Deutschmann, Rasizm w Polsce w kontekœcie problemów migracyjnych. Próba diagnozy. STUDIA KRYTYCZNE | NR 4/2017 : 71-85 |  (ISSN 2450-9078)
- Roman Drozd: Droga na zachód. Osadnictwo ludności ukraińskiej na ziemiach zachodnich i północnych Polski w ramach akcji « Wisła ». Warszawa: 1997. (OCLC 435926521)
- Roman Drozd, Igor Hałagida: Ukraińcy w Polsce 1944–1989. Walka o tożsamość (Dokumenty i materiały). Warszawa: 1999.
- Roman Drozd, Roman Skeczkowski, Mykoła Zymomrya: Ukraina — Polska. Kultura, wartości, zmagania duchowe. Koszalin: 1999.
- Roman Drozd: Ukraińcy w najnowszych dziejach Polski (1918–1989). T. I. Słupsk-Warszawa: 2000.
- Roman Drozd: Polityka władz wobec ludności ukraińskiej w Polsce w latach 1944–1989. T. I. Warszawa: 2001.
- Roman Drozd: Ukraińcy w najnowszych dziejach Polski (1918–1989). T. II: "Akcja « Wisła ». Warszawa: 2005.
- Roman Drozd: Ukraińcy w najnowszych dziejach Polski (1918–1989). T. III: « Akcja „Wisła“. Słupsk: 2007.
- Roman Drozd, Bohdan Halczak: Dzieje Ukraińców w Polsce w latach 1921–1989. Warszawa: 2010.
- Дрозд Р., Гальчак Б. Історія українців у Польщі в 1921–1989 роках / Роман Дрозд, Богдан Гальчак, Ірина Мусієнко; пер. з пол. І. Мусієнко. 3-тє вид., випр., допов. – Харків : Золоті сторінки, 2013. – 272 с.
- Roman Drozd: Związek Ukraińców w Polsce w dokumentach z lat 1990–2005. Warszawa: 2010.
- Halczak B. Publicystyka narodowo – demokratyczna wobec problemów narodowościowych i etnicznych II Rzeczypospolitej / Bohdan Halczak. – Zielona Góra : Wydaw. WSP im. Tadeusza Kotarbińskiego, 2000. – 222 s.
- Halczak B. Problemy tożsamości narodowej Łemków / Bohdan Halczak // in: Łemkowie, Bojkowie, Rusini: historia, współczesność, kultura materialna i duchowa / red. nauk. Stefan Dudra, Bohdan Halczak, Andrzej Ksenicz, Jerzy Starzyński. Legnica – Zielona Góra: Łemkowski Zespół Pieśni i Tańca "Kyczera", 2007 pp. 41–55.
- Halczak B. Łemkowskie miejsce we wszechświecie. Refleksje o położeniu Łemków na przełomie XX i XXI wieku / Bohdan Halczak // in: Łemkowie, Bojkowie, Rusini – historia, współczesność, kultura materialna i duchowa / red. nauk. Stefan Dudra, Bohdan Halczak, Roman Drozd, Iryna Betko, Michal Šmigeľ. Tom IV, cz. 1. – Słupsk - Zielona Góra : [b. w.], 2012 – s. 119–133.